# Sophie Dupuis
Sophie Dupuis és una directora de cinema i guionista canadenca de Val-d'Or, Quebec, que va estudiar a la Concordia University i la Université du Québec à Montréal el primer llargmetratge de la qual Chien de garde (Family First) es va estrenar el 2018 i va ser seleccionat com a presentació del Canadà com a Millor pel·lícula estrangera al Premis Oscar de 2018. La pel·lícula va ser nominat a vuit Prix Iris als 20ns Premis de Cinema del Quebec, inclòs una nominació al Millor Director per Dupuis.
Anteriorment havia dirigit els curtmetratges J'viendrais t'chercher, Si tu savais Rosalie, Félix et Malou, Faillir, i L'hiver et la violence.
La seva segona pel·lícula, Souterrain (Underground), fou estrenada el 2020.
La seva tercera pel·lícula, Solo, estrenada al Festival Internacional de Cinema de Toronto de 2023,on va guanyar el premi al Millor pel·lícula canadenca.

## Vida personal
Després del llançament de Solo, Dupuis va sortir de l’armari com a queer en un assaig per a CBC Arts.

## Filmografia
Documental
- 2014 : L'hiver et la violence

Curtmetratges
- 2007 : J'viendrai t'chercher
- 2009 : Si tu savais Rosalie
- 2010 : Félix et Malou
- 2012 : Faillir

Llargmetratges
- 2018 : Chien de garde
- 2020 : Souterrain
- 2023 : Solo[8]